# Diocèse de Bururi
Le diocèse de Bururi  est un diocèse de l'Église catholique au Burundi, ayant pour siège la ville de Bururi.

## Histoire
Le diocèse de Bururi est créé le 6 juin 1961, par division de l’archidiocèse de Gitega. Le 25 novembre 2006, il devient suffragant de l’archidiocèse de Bujumbura (nouvellement élevé au rang d’ archidiocèse). Il perd une partie de son territoire à l’occasion de la formation du diocèse de Rutana.

## Géographie
Le diocèse, d’une superficie de 5 776 km2, a pour siège la cathédrale Marie-Reine de Bururi. Son territoire est formé de la province de Bururi et de celle de Makamba,.

## Enseignement
À Kiryama se trouve le grand séminaire Saint Charles Lwanga, fondé en 2005, où les séminaristes de tout le pays viennent se former en théologie.
Le diocèse a participé, aux côtés d’une église pentecôtiste, à la création, en 2000 de l’Université des Grands Lacs, sise à Bururi,.

## Liste des évêques
- 6 juin 1961-17 septembre 1973 : Joseph Martin
- 17 septembre 1973-† 19 novembre 2005 : Bernard Bududira
- 19 novembre 2005-25 juin 2007 : siège vacant, Simon Ntamwana étant administrateur apostolique
- 25 juin 2007-15 février 2020 : Venant Bacinoni
- depuis le 15 février 2020: Salvator Niciteretse